# 村上仁
村上 仁（むらかみ まさし、1910年1月26日 - 2000年11月1日）は、日本の医学者・精神科医。専門は精神病理学。京都大学名誉教授。元名古屋市立大学医学部教授、元兵庫医科大学医学部教授。学位は、医学博士。
西丸四方、島崎敏樹らと共に、日本の精神病理学第一世代を代表する人物である。精神医学の基礎領域である精神病理学を広く精神科臨床に根付かせるなど、日本の精神医学の発展に大きく貢献した。1964年には日本精神病理・精神療法学会を創設し、後に京都学派と呼ばれる多くの精神医学者を輩出した。フランス留学時にはジャネの心理学体系を学び、ウジェーヌ・ミンコフスキー、ルートヴィヒ・ビンスワンガー、メダルト・ボスなどの人間学的理解に加えて、ジークムント・フロイトの精神力動的視点から患者の精神構造の理解を試みた。

## 来歴
- 1910年 - 岐阜県大垣市に生まれる
- 1933年 - 京都帝国大学医学部卒業
- 1938年 - フランスに留学（2年間）
- 1940年 - 京都帝国大学より医学博士の学位を取得[4]
- 1951年 - 名古屋市立大学医学部精神科教授
- 1955年 - 京都大学医学部精神科教授
- 1973年 - 京都大学名誉教授
- 1973年 - 兵庫医科大学医学部精神科教授（ - 1982年）
- 2000年 - 逝去[3]

## 学会
- 日本精神病理・精神療法学会創設者（1964年）

## 著書
- 『精神分裂病の心理』（弘文堂） 1943
- 『パラノイア問題に就いて』（金原商店） 1944
- 『芸術と狂気』 （みすず新書） 1950
- 『異常心理学』 （岩波全書） 1952
- 『精神病理学論集』1 - 2 （みすず書房） 1971
- 『精神医学重要文献シリーズHeritage 統合失調症の精神症状論』みすず書房、2009年11月。ISBN 9784622082316。

## 翻訳
- 『ストリンドベルクとファン・ゴッホ 芸術作品と精神分裂病との関聯の哲学的考察』（カール・ヤスパース、山口書店） 1946、のちみすず書房
- 『精神分裂病』（ミンコフスキー、野村良樹共訳、弘文堂書房） 1946
- 『知能』（ガストン・ヴィオー、白水社、文庫クセジュ） 1951
- 『精神力とは何か 心的緊張力とその異常』（ジャン＝C・フィルー、白水社、文庫クセジュ） 1952
- 『フロイト』（ロバート・ウェルダー編、創元社、永遠の言葉叢書） 1953
- 『精神病と神経症』（アンリ・バリュック、荻野恒一, 杉本直人共訳、白水社、文庫クセジュ） 1954
- 『精神分裂病 分裂性性格者及び精神分裂病者の精神病理学』（ミンコフスキー、みすず書房） 1954
- 『分裂病の少女の手記 心理療法による分裂病の回復過程』（セシュエー編、平野恵共訳、みすず書房、現代科学叢書） 1955
- 『生体の機能 心理学と生理学の間』（クルト・ゴールドシュタイン、黒丸正四郎共訳、みすず書房） 1957
- 『性的倒錯 恋愛の精神病理学』（メダルト・ボス、吉田和夫共訳、みすず書房） 1957
- 『精神身体医学序論』（ジャン・ドレー、木村定, 中江育生共訳、白水社） 1966
- 『フロイト - 無意識の世界の探求者』（O・マノーニ、人文書院） 1970
- 『フロイト入門』（ロバート・ウェルダー、みすず書房） 1975
- 『精神分析用語辞典』 （J・ラプランシュ, J-B・ポンタリス、監訳、新井清等訳、みすず書房） 1977
- 『同性愛』（D・J・ウェスト、高橋孝子共訳、人文書院） 1977

## 論文
- 「幻聴に関する精神病理学的研究」 『精神神経学雑誌』 第43巻 9号 1940
- 「身体姿勢障碍を伴ふ傾斜視並に特有なる感覚障碍に就いて」 『精神神経学雑誌』 第48巻 2号 1944
- 「精神病学と心理学との関係-性格学の問題を中心に」 『心理』 第1巻 3冊 1948
- 「神経症と精神分裂病との関係について」 『医学春秋』 第1冊 1950
- 「精神分裂病の発現機構-分裂病性反応について」 『医学』 第10巻 6号 1951
- 「精神医学と心理学」 『情意心理 (心理学講座 6)』 中山書店 1953
- 「精神病理学総論 (1) -哲学的人間学派の精神病理学」 『異常心理学講座 第2部 精神病理学 A. 精神病理学の概観 (第一分冊)』みすず書房 1954
- 「幻覚」 『異常心理学講座 第2部 精神病理学 D. 分裂的心性その他の病理 (第一分冊)』みすず書房 1954 - 1958
- 「分裂病の精神療法」 『日本医事新報』 第1564号 1954
- 荻野恒一と共著 「ジャネ」 『異常心理学講座 第4部 異常心理学の代表者たち (第三分冊)』みすず書房 1958
- 「精神医学と精神療法」 『精神分析研究』 第8巻 5号 1962
- 木村敏と共著 「精神病理学の潮流 (1) ヨーロッパ-ドイツ語圏の精神病理学を中心として」 『異常心理学講座 7. 精神病理学 1』 みすず書房 1966

## 関連人物
- 西丸四方
- 島崎敏樹
- 島薗安雄
- 木村敏
- 笠原嘉
- 荻野恒一
- 藤縄昭